# Шишак
Шишак (тур. çiçak, хорв. šišak) — шолом з прикрасою у вигляді звуженої трубки з шишкою на вістрі; збоку до шишака могли кріпитися наушшя, спереду — козирок і наносник, ззаду — кольчужна сітка.
У XIV сторіччі в письмових пам'ятках вперше зустрічаються згадки про головне вбрання під назвою «шишак».
Одним з відомих шишаків є шолом Мехмеда-паші Соколовича, виготовлений близько 1560 року.

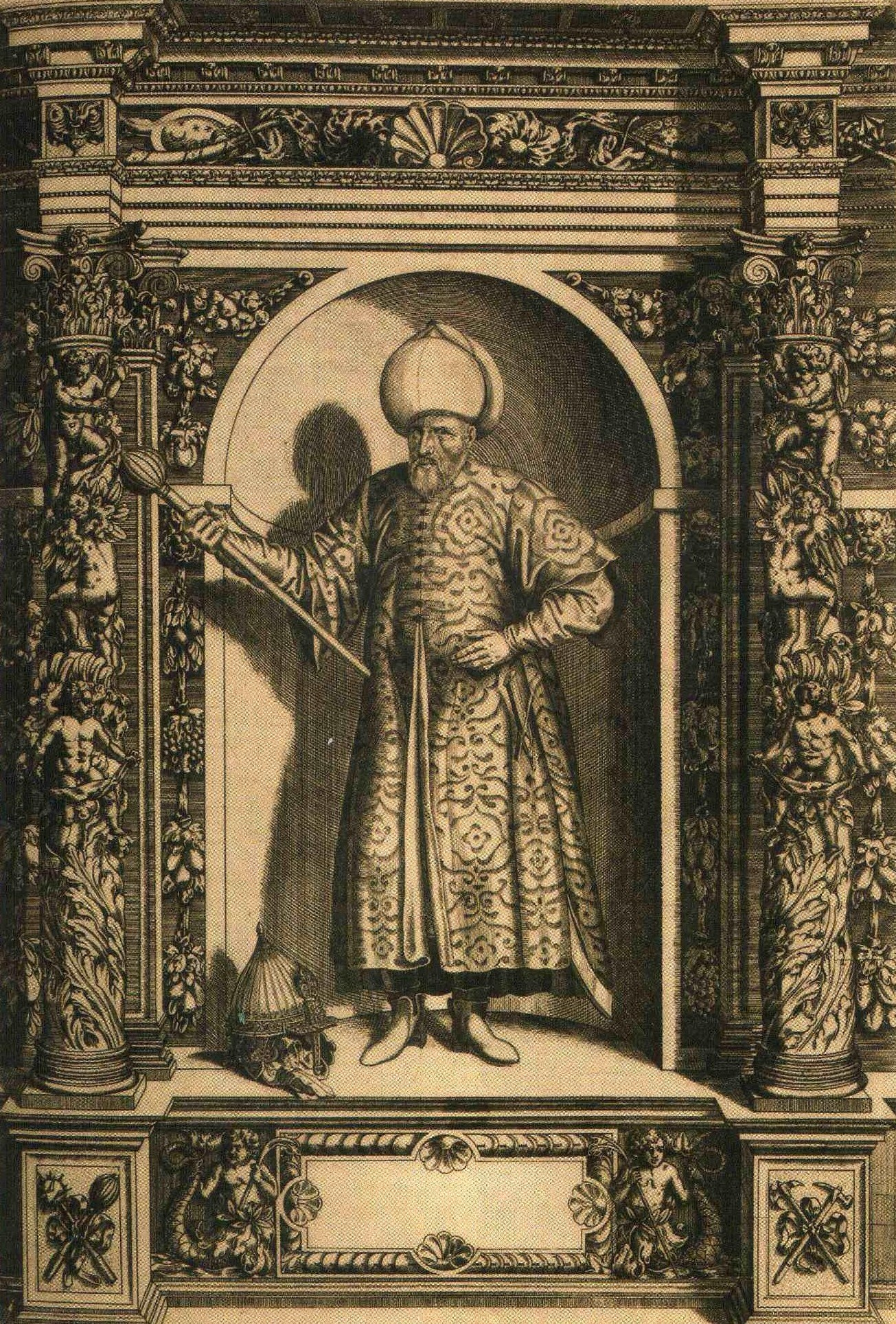
Шолом Мехмеда-паші у підніжжі його фігури